# وائل حمزة
وائل محمد حمزة ممثل سعودي من مواليد جدة، المملكة العربية السعودية. وهو ابن الممثل السعودي محمد حمزة. له العديد من الأدوار التي صور فيها دور الشخصية الخليجية بشكل عام والسعودية الحجازية بشكل خاص حيث شارك في العدد من الأعمال وهو طفل منها أصابع الزمن الذي شارك فيع مع والده الممثل محمد حمزة وليلة هروب، ليبتعد فترة عن التمثيل، ثم عاد بعد فترة ليشارك في عدة مسلسلات من أبرزها ولا في الأحلام. يعمل حاليا مهندس نظم في شركة أرامكو السعودية.

## فيلموجرافيا
| تسلسل | اسم العمل      | السنة | ملاحظات                            |
| ----- | -------------- | ----- | ---------------------------------- |
| 1     | شكرا للضروف    | -     | سهرة تلفزيونية                     |
| 2     | أصابع الزمن    | 1982  | مسلسل - بدور "عبد العزيز وهو صغير" |
| 3     | ليلة هروب      | 1989  | مسلسل - بدور الملازم أول خالد      |
| 4     | قصر فوق الرمال | 1992  | مسلسل                              |
| 5     | أين الطريق     | 1999  | مسلسل                              |
| 6     | دموع الرجال    | 2000  | مسلسل - بدور خليل                  |
| 7     | ولا في الأحلام | 2003  | مسلسل - بدور "حمد"                 |

## روابط خارجية
- وائل حمزة على موقع قاعدة بيانات الأفلام العربية